# Acalypha cupamenica
Acalypha cupamenica é uma espécie de flor do gênero Acalypha, pertencente à família Euphorbiaceae.